# Аудинішки
Аудинішки (пол. Audyniszki, нім. Audinischken) — село в гміні Бані Мазурські, Ґолдапський повіт, Вармінсько-Мазурське воєводство, північно-східна Польща.

## Історія
У 1975-1998 роках село належало до Сувальського воєводства.